# Oppidum du Castellar (Cadenet)
Ne doit pas être confondu avec Oppidum du Castellar.
L'oppidum du Castellar, ou du Castelar, est un site protohistorique celte, situé sur la commune de Cadenet, dans le département de Vaucluse, dans la région Provence-Alpes-Côte d'Azur, en France.

## Présentation
Le site celto-ligure aurait été la capitale de la tribu des dexivates, comptant plusieurs centaines de personnes dès le milieu du premier millénaire avant notre ère. Cette tribu est alliée, voire affiliée, aux Salyens (Entremont).
Le Castellar est particulier en ce sens qu'il pourrait être le seul exemple d'un oppidum dont une face défensive dispose des caractéristiques d'un agger en Gaule méditerranéenne ; alors que ce type de construction ne se voyait jusque dans les années 2000 que sur des sites archéologiques italiques.
Ce site est également entouré à l'est, au nord et sur une partie de son flanc ouest d'un fossé sec, variant en largeur et en profondeur.
Entre «donjon» et «mur massaliote», beaucoup a déjà été écrit depuis le XIXe siècle sur ce site, en cherchant tout d'abord à questionner et à révéler les usages du lieu... Il apparaît à présent que plusieurs utilisations de cette plateforme aient été possibles à la même période : à la fois village, lieu fortifié et lieu de culte ou de pèlerinage, il était certainement lié à une exploitation agricole en terrasses jusqu'à la Durance.

## Situation
L'Oppidum du Castellar se trouve au sommet d'une colline à l'est du village de Cadenet, en bordure de la Durance. On y accède via la piste forestière D.F.C.I. B.D.52 (cf. photo ci-après).
Imaginé sans sa forêt de pins, ce sommet collinaire bénéficie d'une vue à quasiment 360°, surveillant un nœud routier se croisant au pied de l'oppidum : d'une part l'accès au massif du Luberon (et sa traversée par la combe de Lourmarin) dans un axe nord-sud ; d'autre part, la route bordant la Durance dans un axe est-ouest (Pertuis-Cavaillon), en passant par la route du massif de Sainte-Victoire au sud-est, le petit Luberon et les Alpilles à l'ouest.

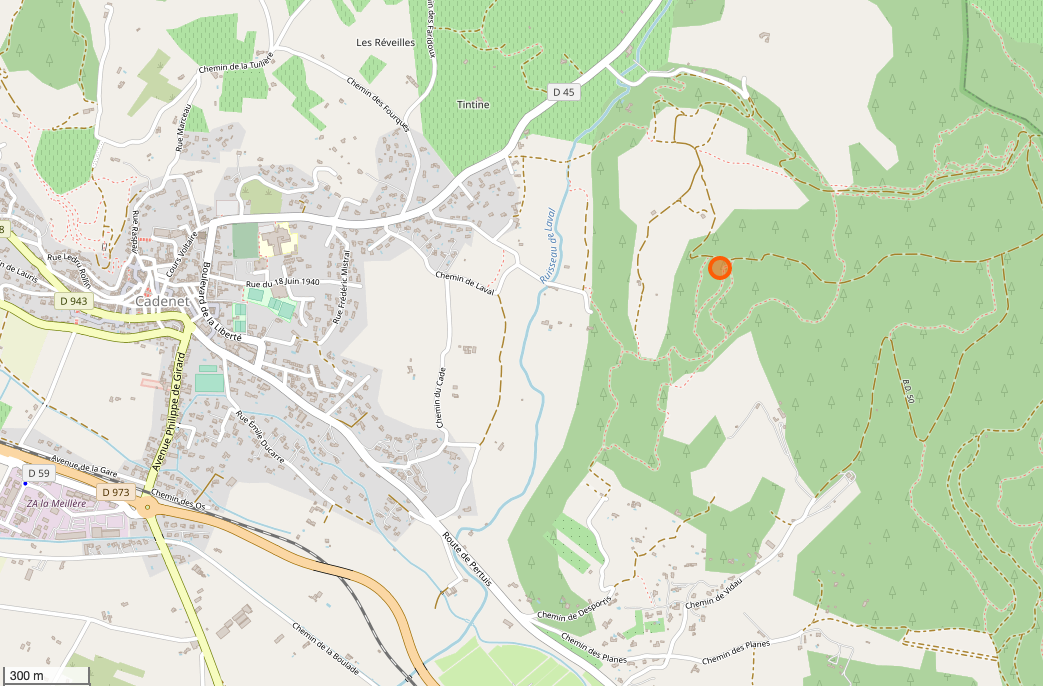
Localisation OSM de l'Oppidum du Castellar (point orange) par rapport au village ;
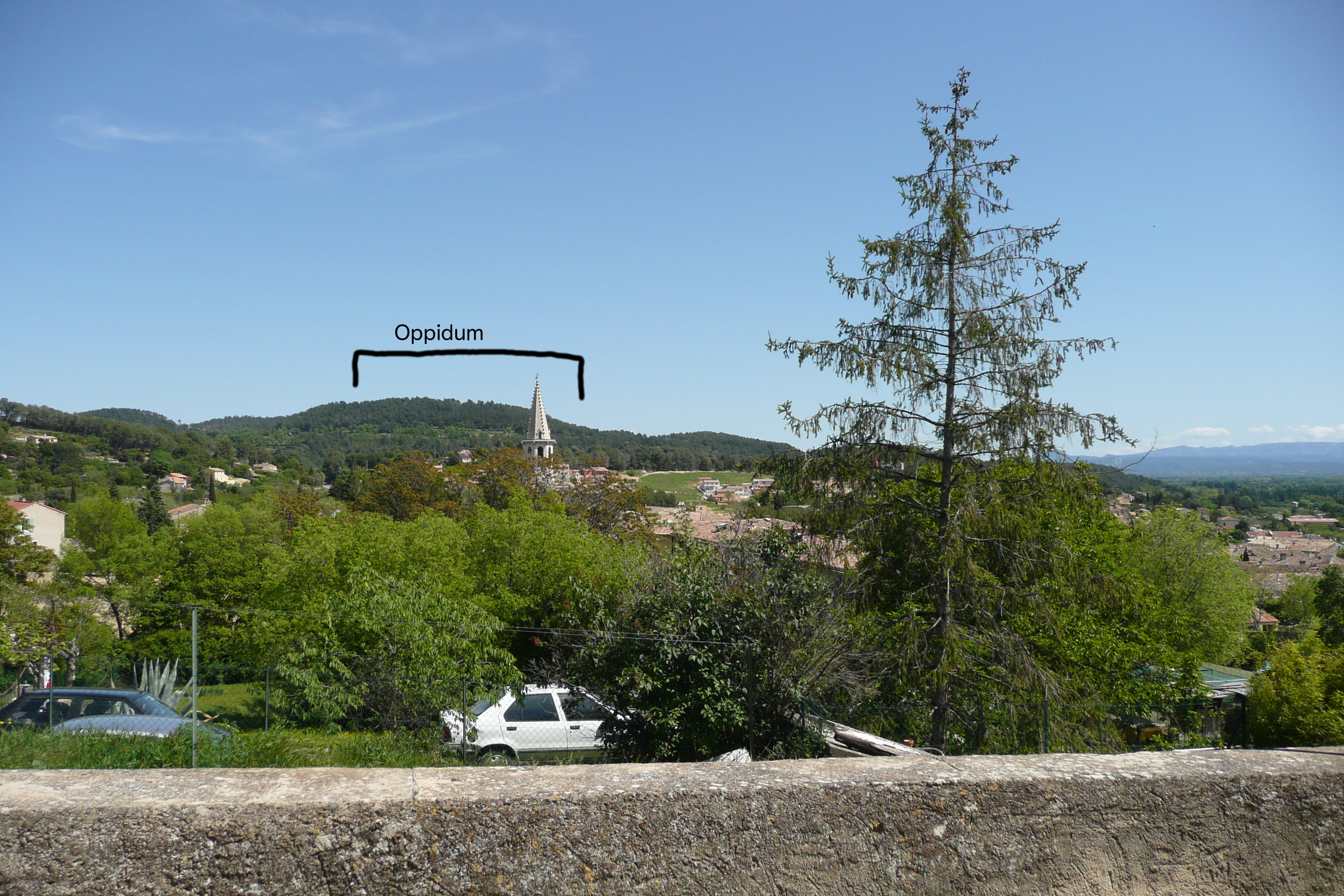
situation de l'Oppidum du Castellar dans le paysage de Cadenet ;
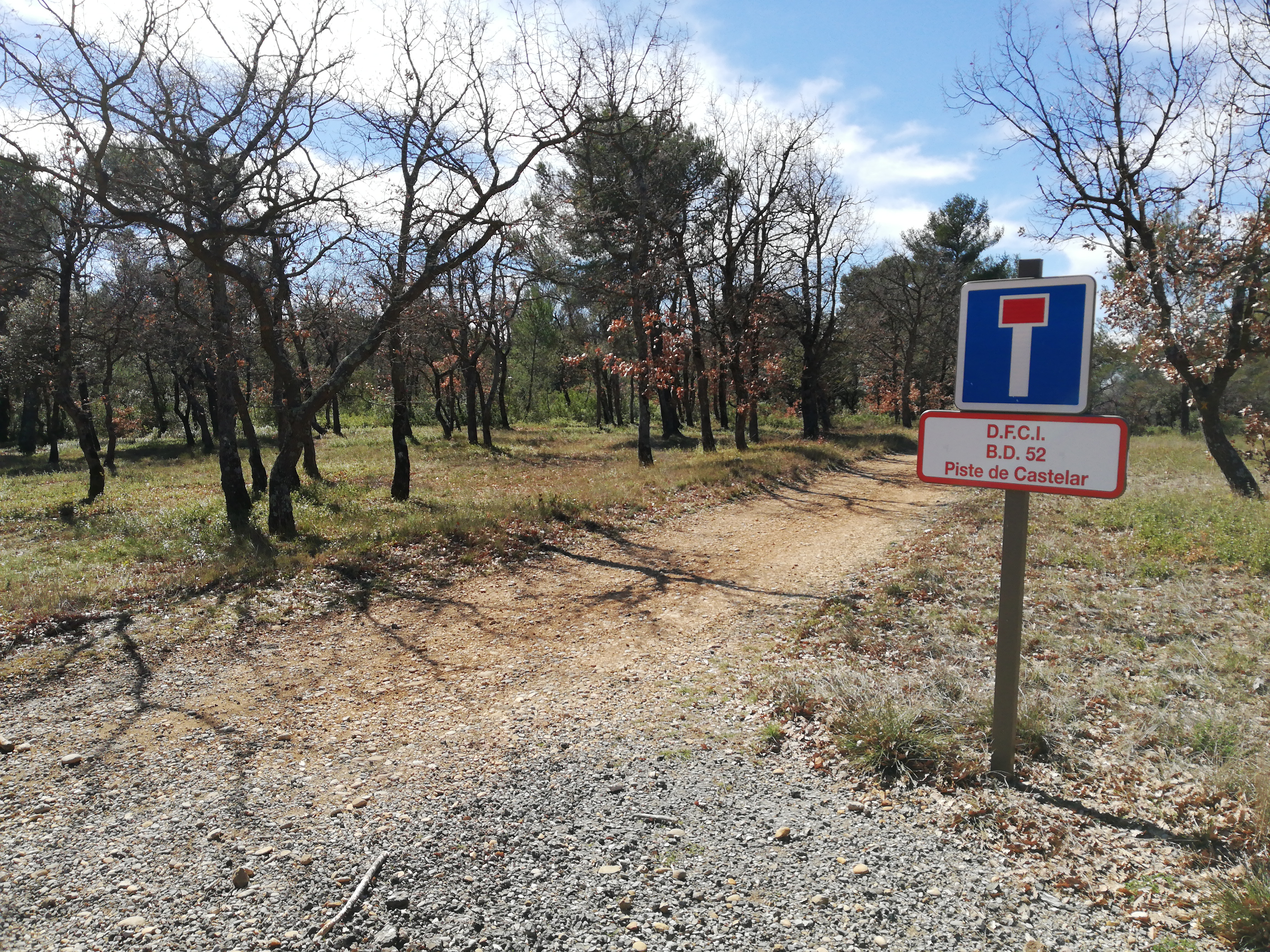
Piste D.F.C.I. B.D.52, accès au Castellar.

## Historique
Archéologiquement parlant, le site a connu plusieurs approches, principalement depuis le XVIIe siècle.
D'abord, des érudits locaux l'ont approché, avec les connaissances qui étaient les leurs à cette époque (C.E. Calvet, Fauris de Saint-Vincent ou encore H. de Gerin-Ricard, et d'autres).
La découverte (1773 ou 1774) d'un petit trésor enfoui là fit parler du site et attira l'attention de fouilleurs – dont on peut encore voir les traces de puits de fouilles sauvages. Ce trésor était composé de vaisselle métallique, de monnaies, et d'éléments de parure (en argent et en or).
Après une période de délaissement au début du XXe siècle, l'intérêt pour le Castellar fut rallumé par P. Broise en 1978 lors de fouilles d'étude pour la constitution d'un dossier sur les sites archéologiques communaux.
La fin du XXe siècle et le début du XXIe siècle voient un engouement certain pour le site et les premières études approfondies sur la nature et les fonctions des différents éléments présents.
2004 : le site archéologique est acheté par la municipalité de Cadenet ; une équipe aixoise (Centre Camille Jullian, CNRS) y intervient pour une campagne de relevés, d'analyses et de modélisation en 3D de l'ensemble des vestiges. 
Les dernières grandes fouilles datent de 2007-2008, avec la campagne menée par D. Isoardi (chargée de recherche, CCJ). En 2009 la surface totale fouillée représentait 158 m² et jusqu'à 2m de profondeur.

### Préhistoire
Les fouilles archéologiques ne nous permettent pas pour le moment de préciser l'activité du site avant le premier millénaire avant notre ère.

### Protohistoire
Les premières constructions à proprement parler sur ce site sont datées du IIIe siècle avant notre ère, soit plus de 300 ans après l'installation de la colonie grecque de Massalia.
L'habitat ou des pratiques cultuelles à cet endroit pourraient prédater le IIIe siècle, et pourraient en outre être reliés à des stèles et piliers à entailles céphaloïdes (destinés à recevoir des crânes humains) conservés au Musée archéologique de Cavaillon. Ceci pourrait laisser supposer un culte des héros, ou aux ancêtres divinisés.
Dans la partie sud du plateau se développaient diverses activités : fournil, habitats, présence d'arboriculture (?) et de tombeaux ou urnes funéraires (ne contenant que des cendres, selon des témoignages académiques du XIXe siècle).

### Antiquité
Le IIe siècle avant notre ère correspondrait à une période faste d'occupation, ou du moins à un développement et à un renforcement des courtines, remparts et fossés ; certainement lié à la colonisation romaine progressive de la Provence à partir de 125 av. J-C.
Il est important de noter que le site (et les dexiviates en général) continue d'être influencé par la culture hellène, car l'on a retrouvé trois blocs aux inscriptions en gallo-grec (cf. photo). Il y est en outre question d'un culte à la déesse Dexiva (du grec ancien «dexi» qui signifie «à droite» mais aussi «bon»). En effet, les celtes se repéraient géographiquement grâce au soleil levant (Est) : cette tribu étant la plus au sud du Luberon (donc «à droite» par rapport à l'Est) ; une autre signification possible du mot «dexivia/te» pourrait se rapporter à une bonne terre ou un bon augure. 
Le site est occupé avec certitude jusqu'au IIIe siècle de notre ère.

### Moyen âge
Après l'occupation antique, le site habitable fut abandonné et l'on y cultiva du blé et des amandiers.

### Période contemporaine
Une forêt de grands chênes ornait ce sommet après l'abandon du site agricole ; ces chênes furent désouchés à la fin de la seconde guerre mondiale, laissant la place à une pinède méditerranéenne en quelques années.

## Géologie
L'oppidum se trouve en « Pays d'Aigues », au sud du Massif du Luberon. 
Son sous-sol est constitué de molasse calcaire du Miocène, culminant entre 329m et 351m d'altitude (léger pendage nord-sud). Elle supporte une «terrasse» alluviale composée essentiellement d'un conglomérat de galets (de type poudingue).

## Galerie

### Architecture

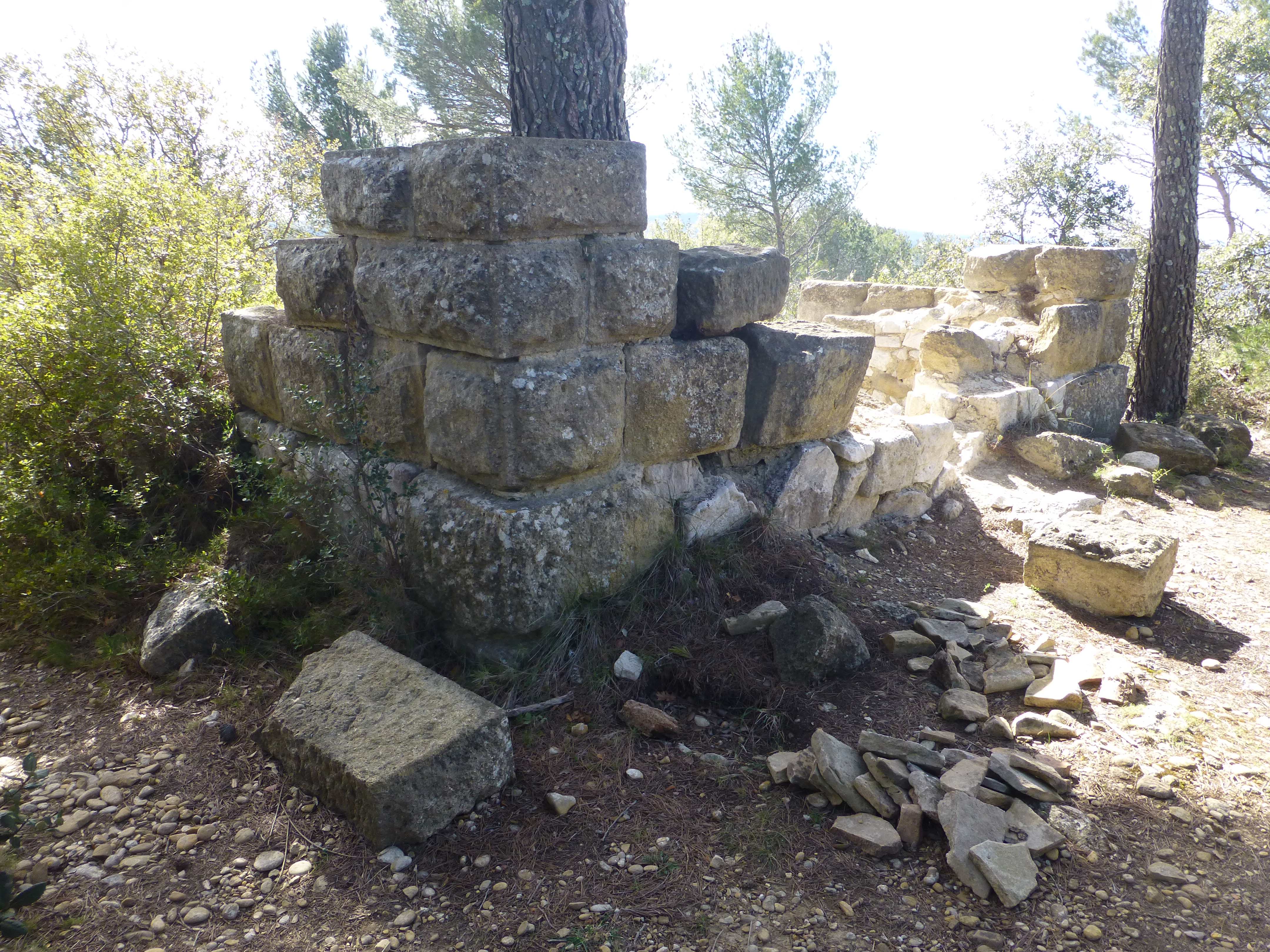
Architecture défensive (?), tour de guet (?), temple (?). La construction était peu ou prou carrée, à la pointe sud du site, et présente un style «massaliote» ;
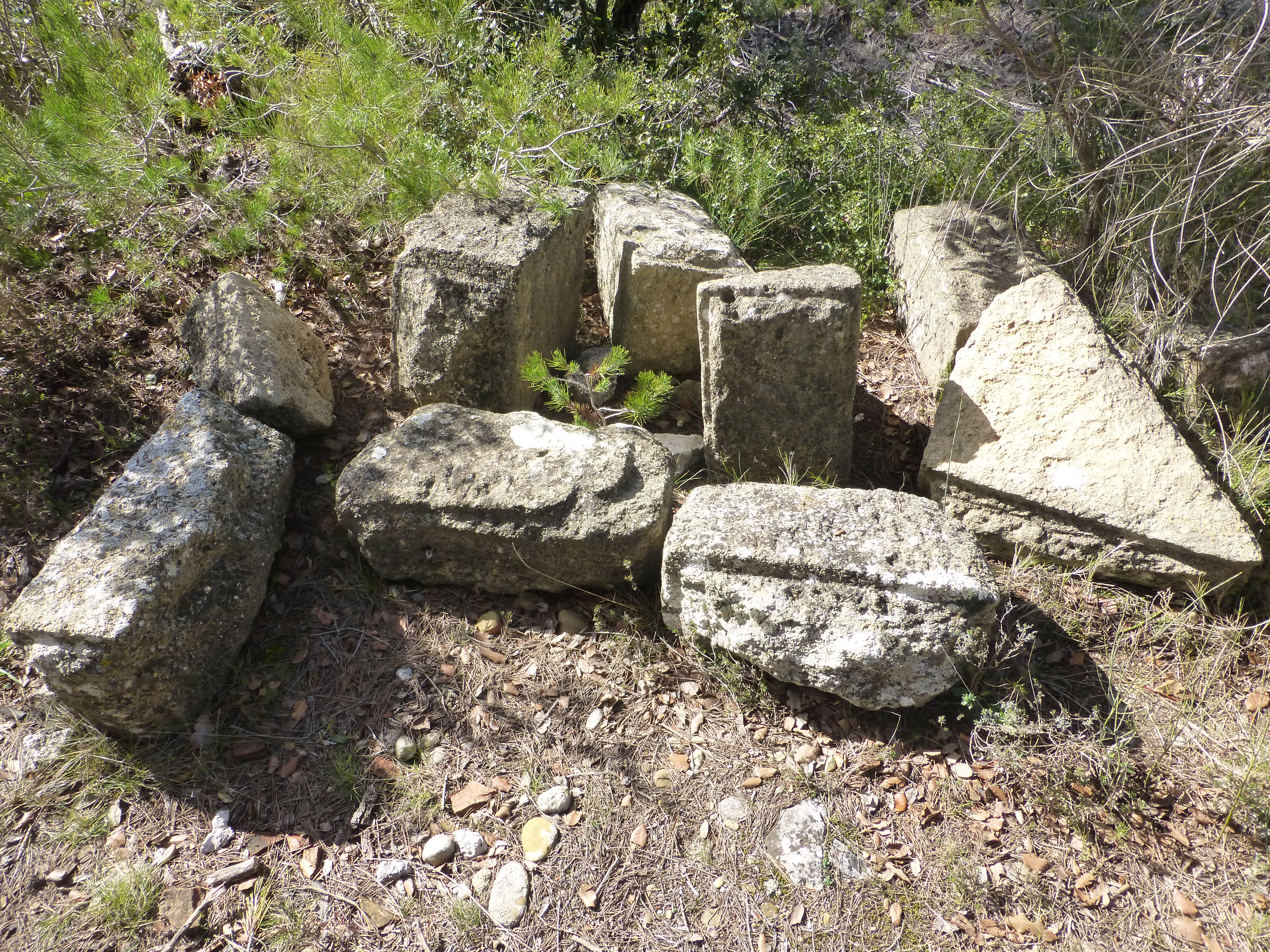
pierres de taille dans la tour sud de l'oppidum ;
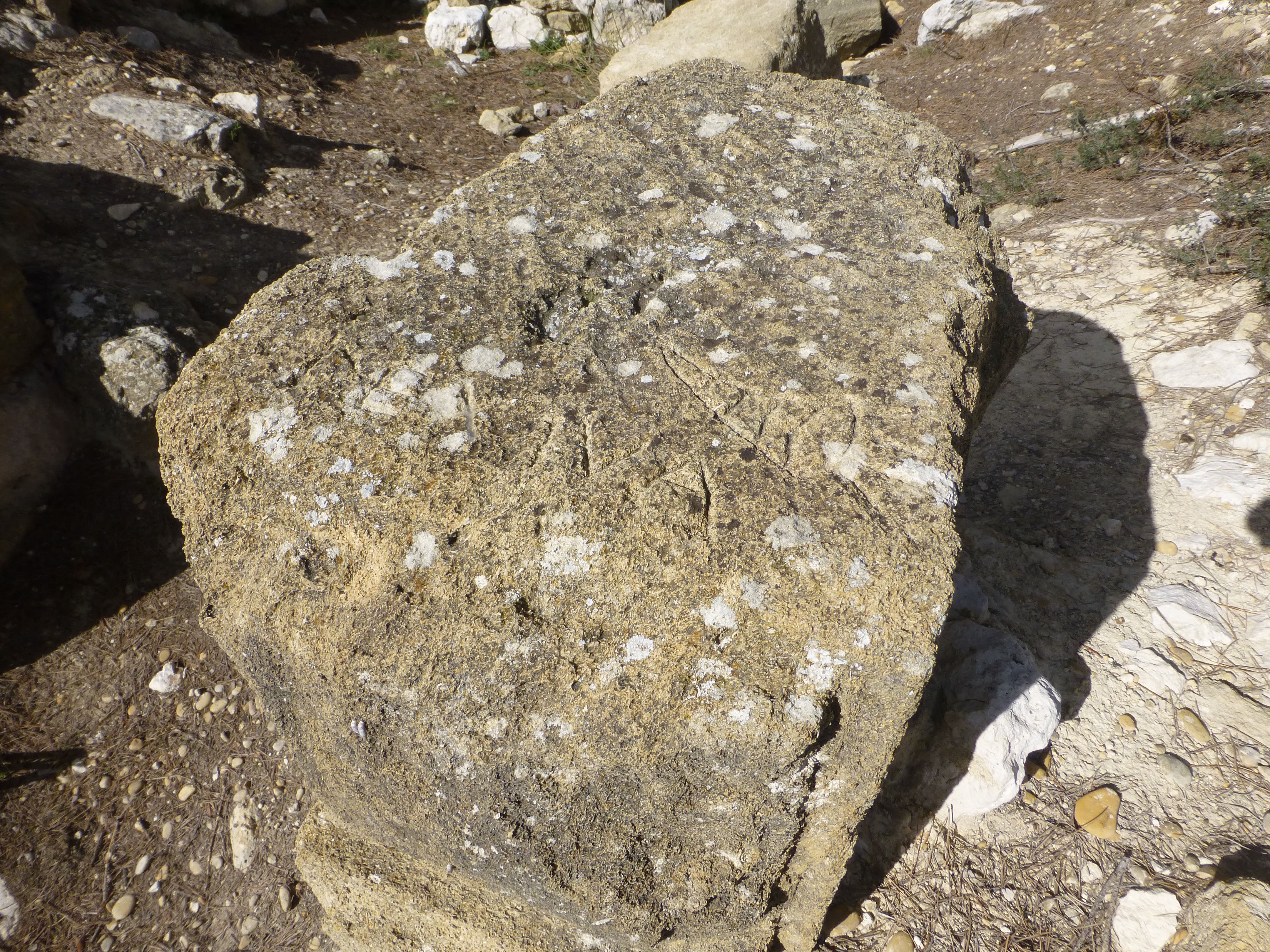
Inscriptions contemporaines sur une pierre de taille de la « tour carrée » («Dexiva») ;
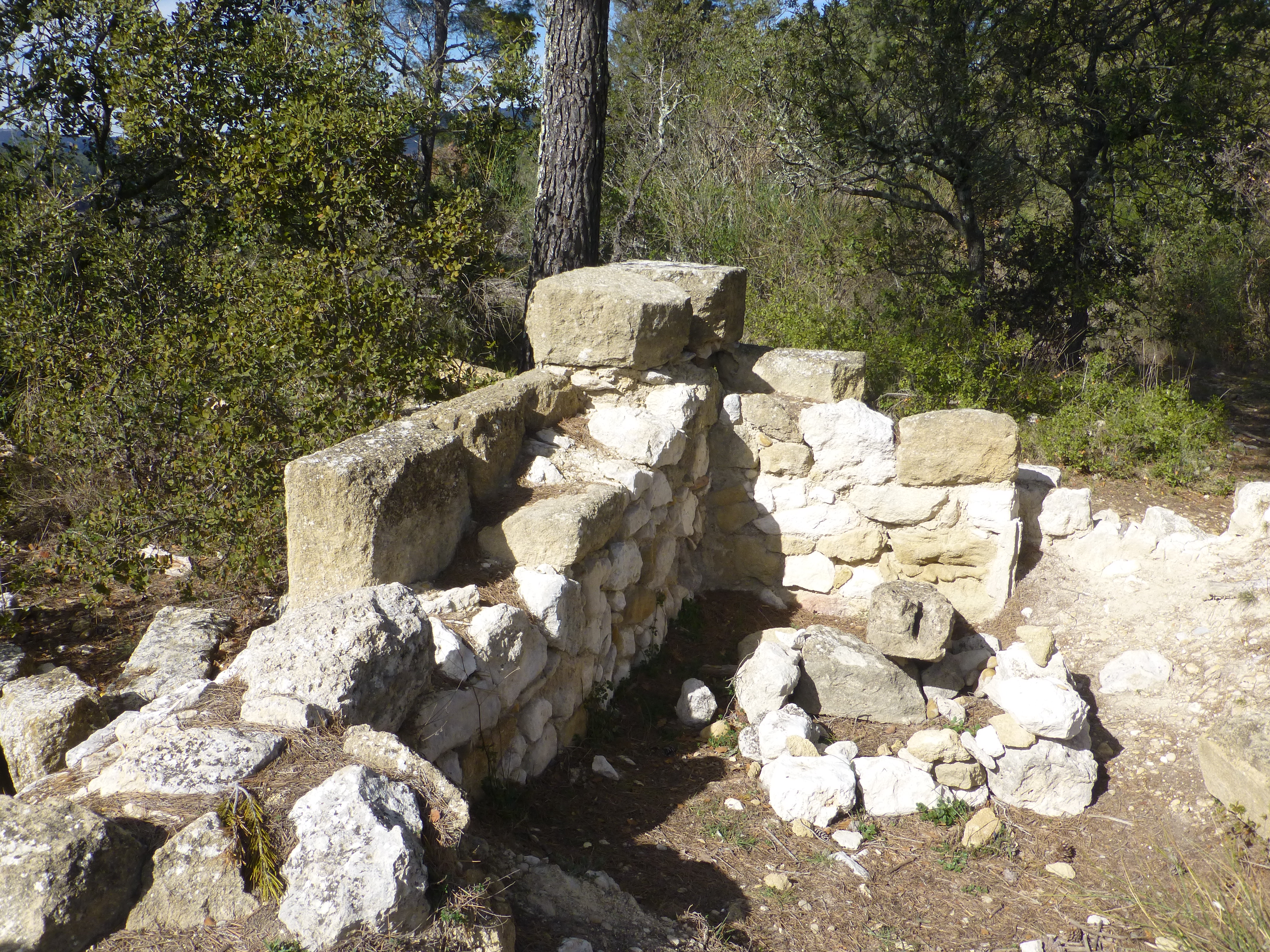
mur de la « tour carrée » de l'Oppidum du Castellar ; ce détail permet de mieux comprendre la construction de ce mur (parements extérieur et intérieur) : pas de doublage intérieur du mur en pierre de taille, faible espace au sol (de l'ordre de 10m²), traces de mortier, etc.) ;
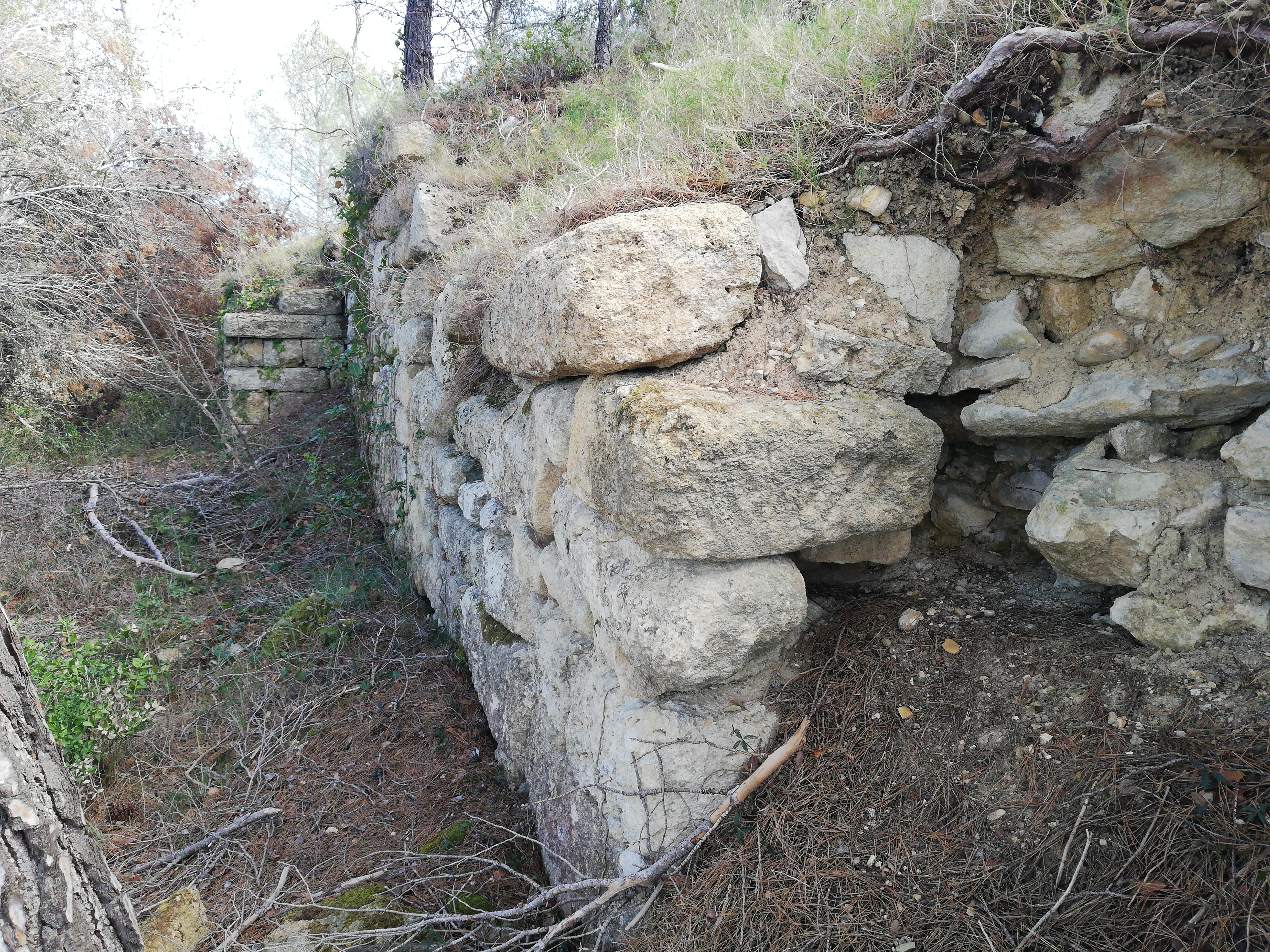
deux angles du rempart nord-est ;
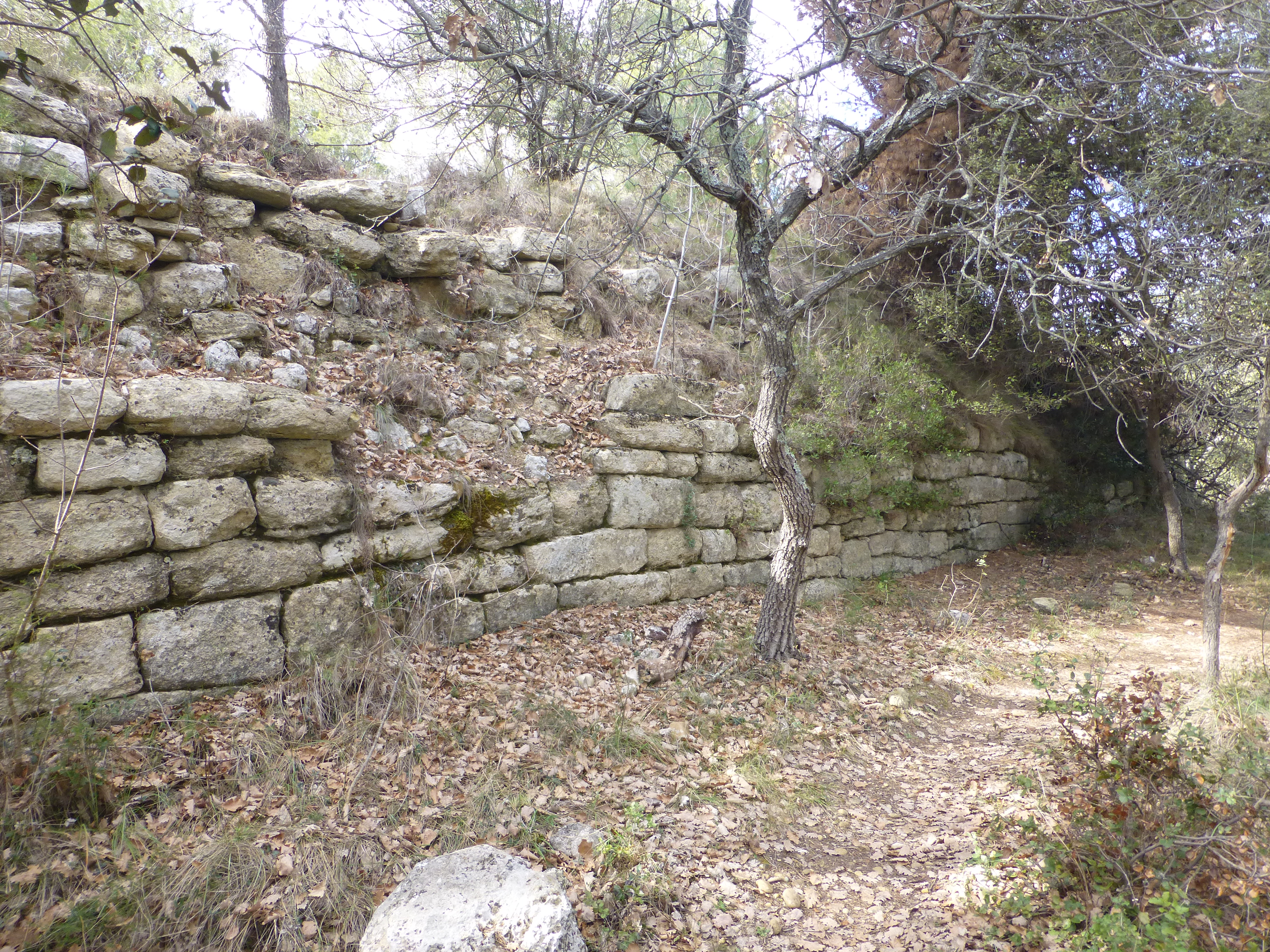
Mur est ;
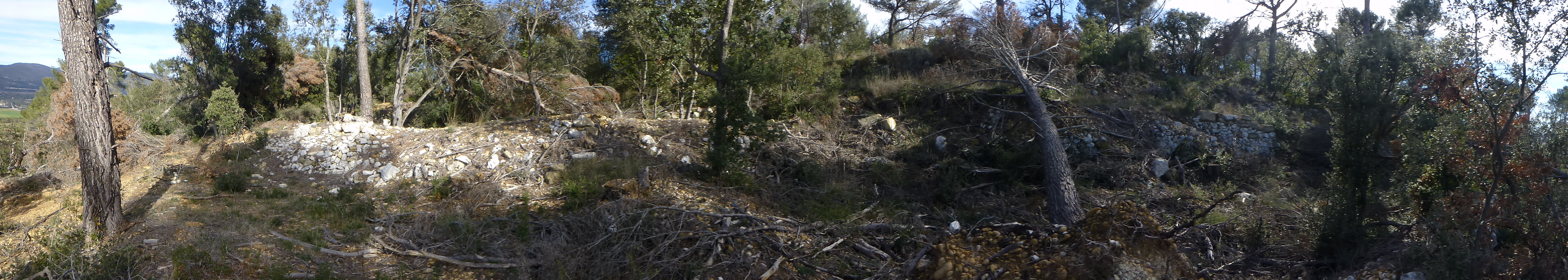
ancien chemin d'accès et murs de l'oppidum ;
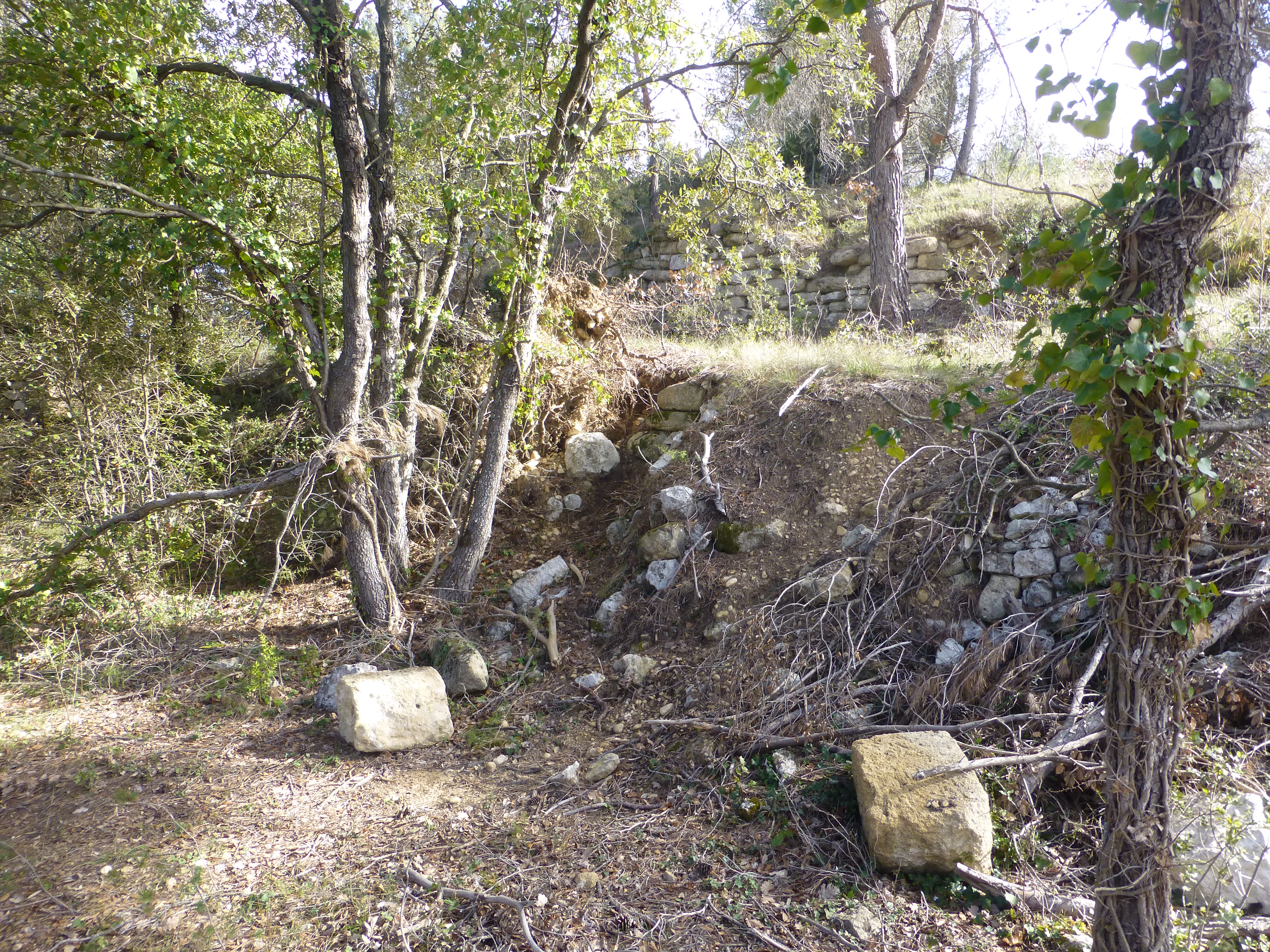
mur et rempart ;
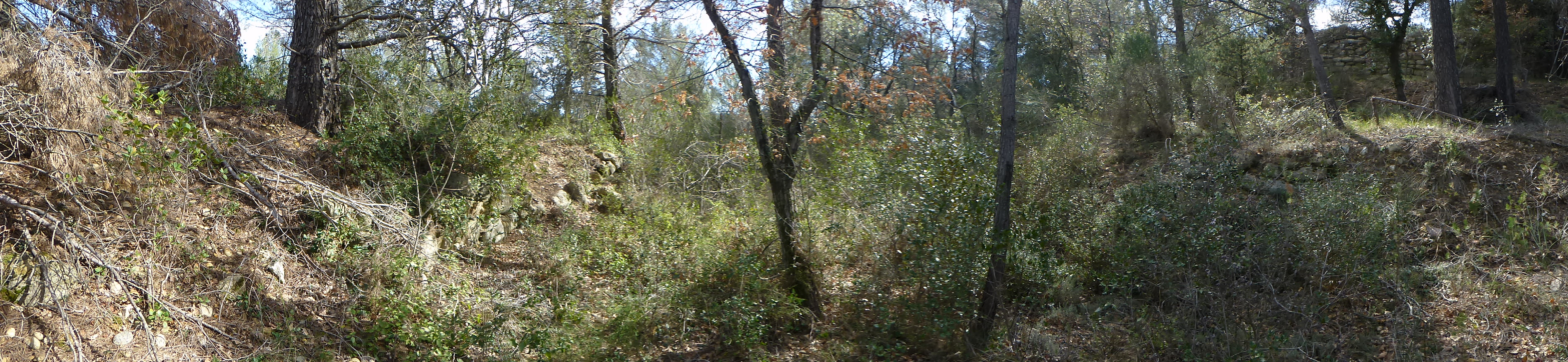
Fossé (180°) Nord-Est ; au fond à droite, le rempart d'accès au site et l'agger.

### Objets

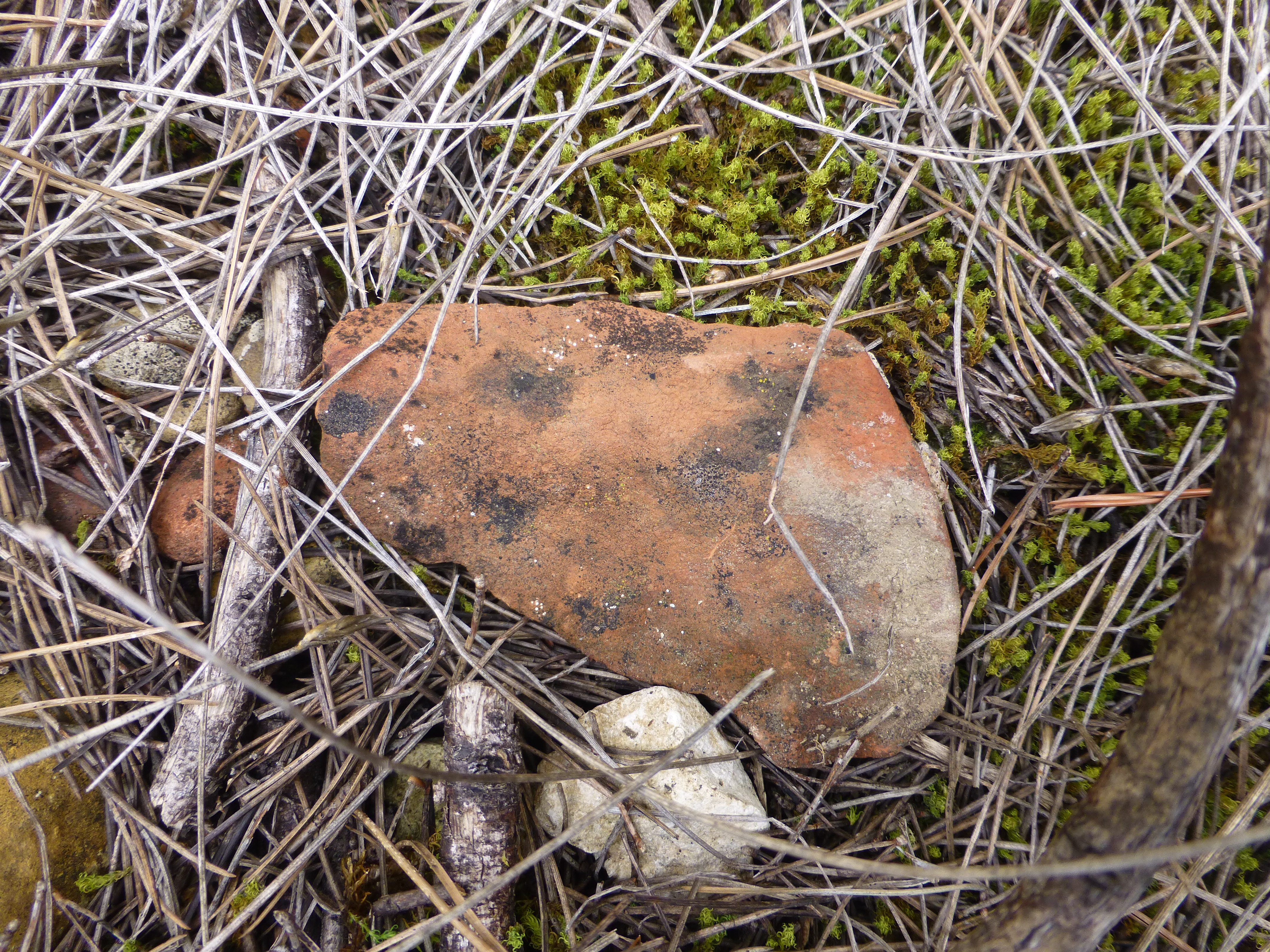
Restes de céramique ;
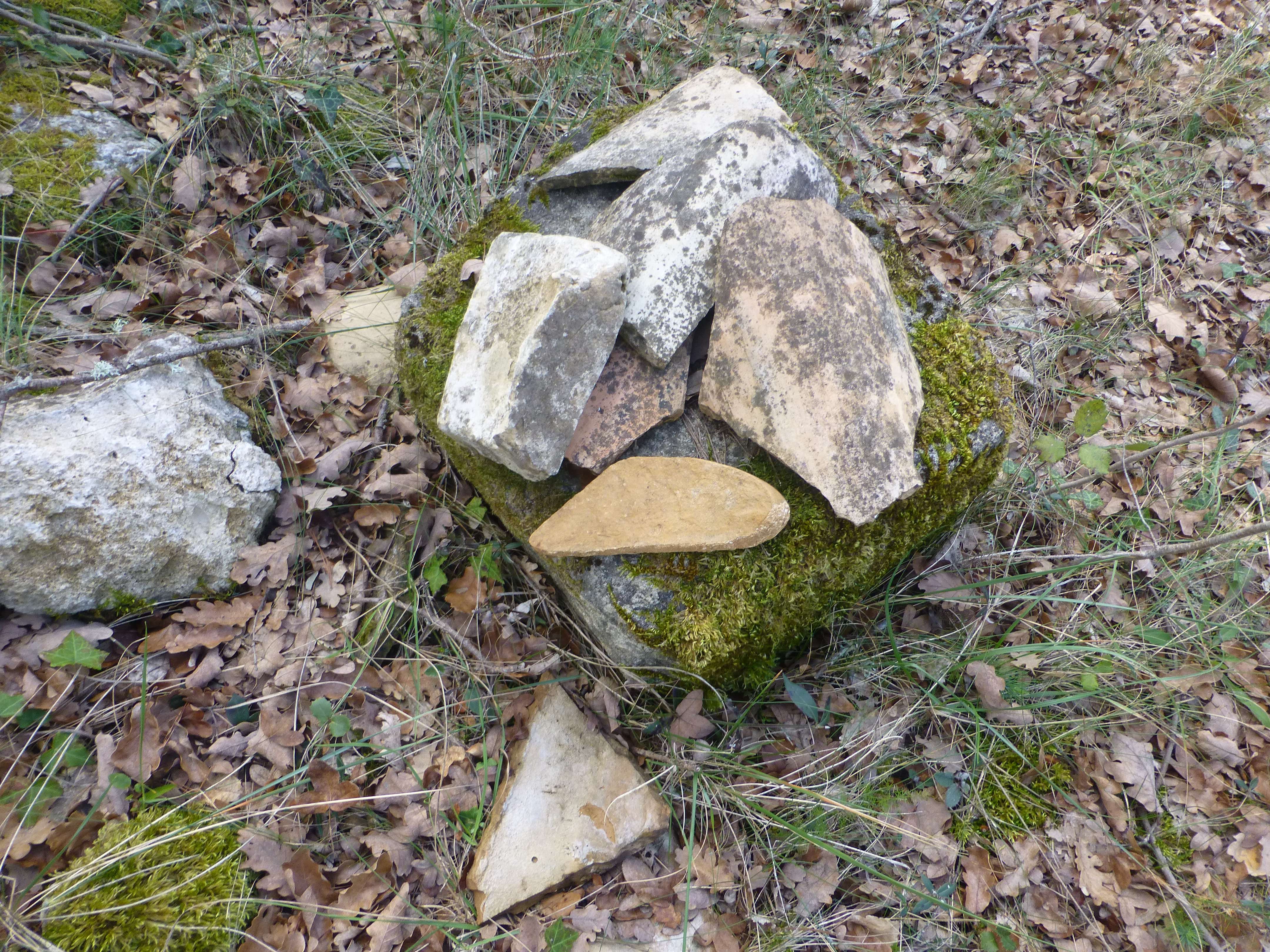
céramiques à l'Oppidum du Castellar (tuiles, amphores, brique ?) ;
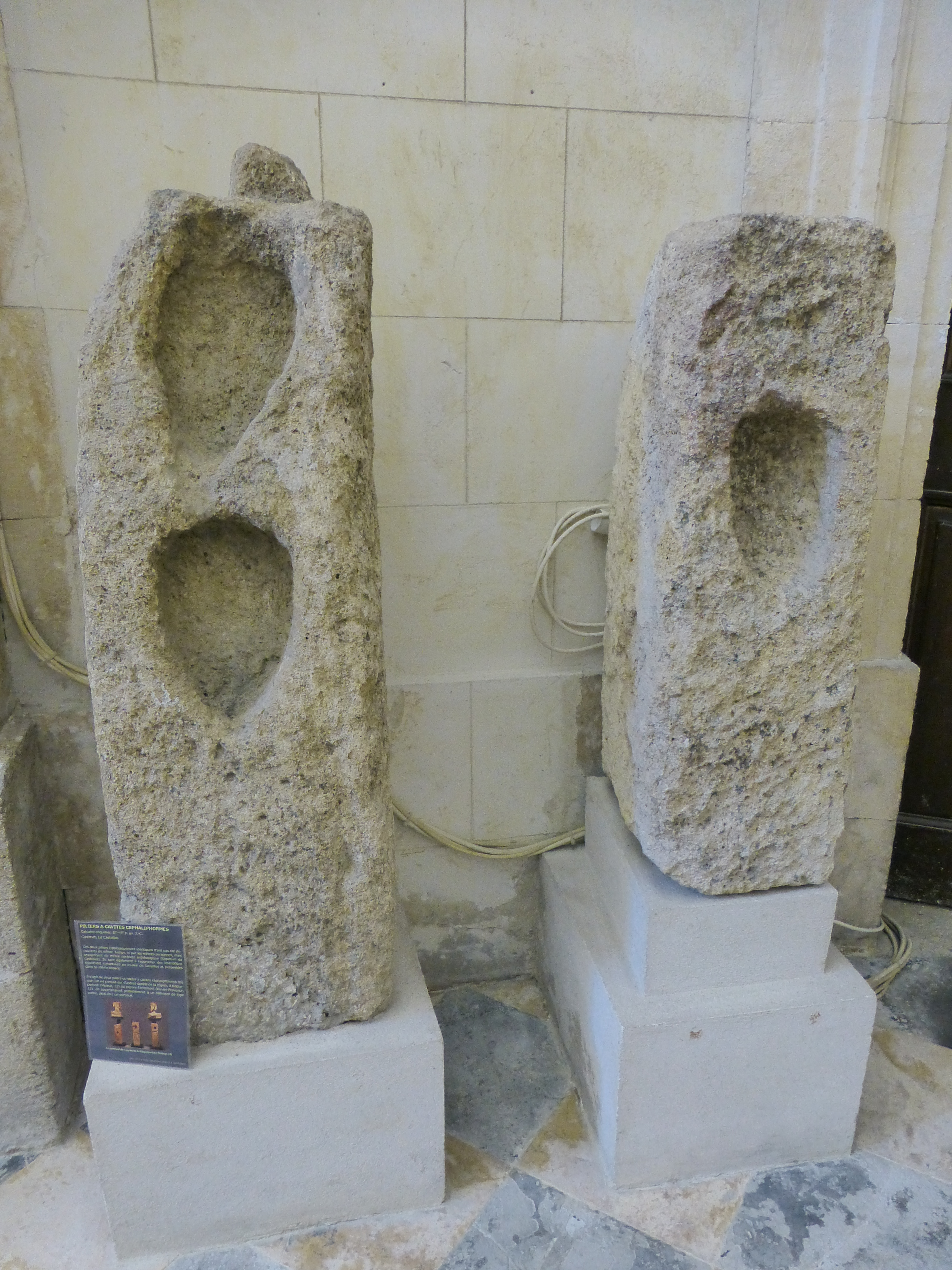
Piliers à entailles céphaloïdes, retrouvés à l'oppidum du Castellar, Musée Archéologique de Cavaillon ;
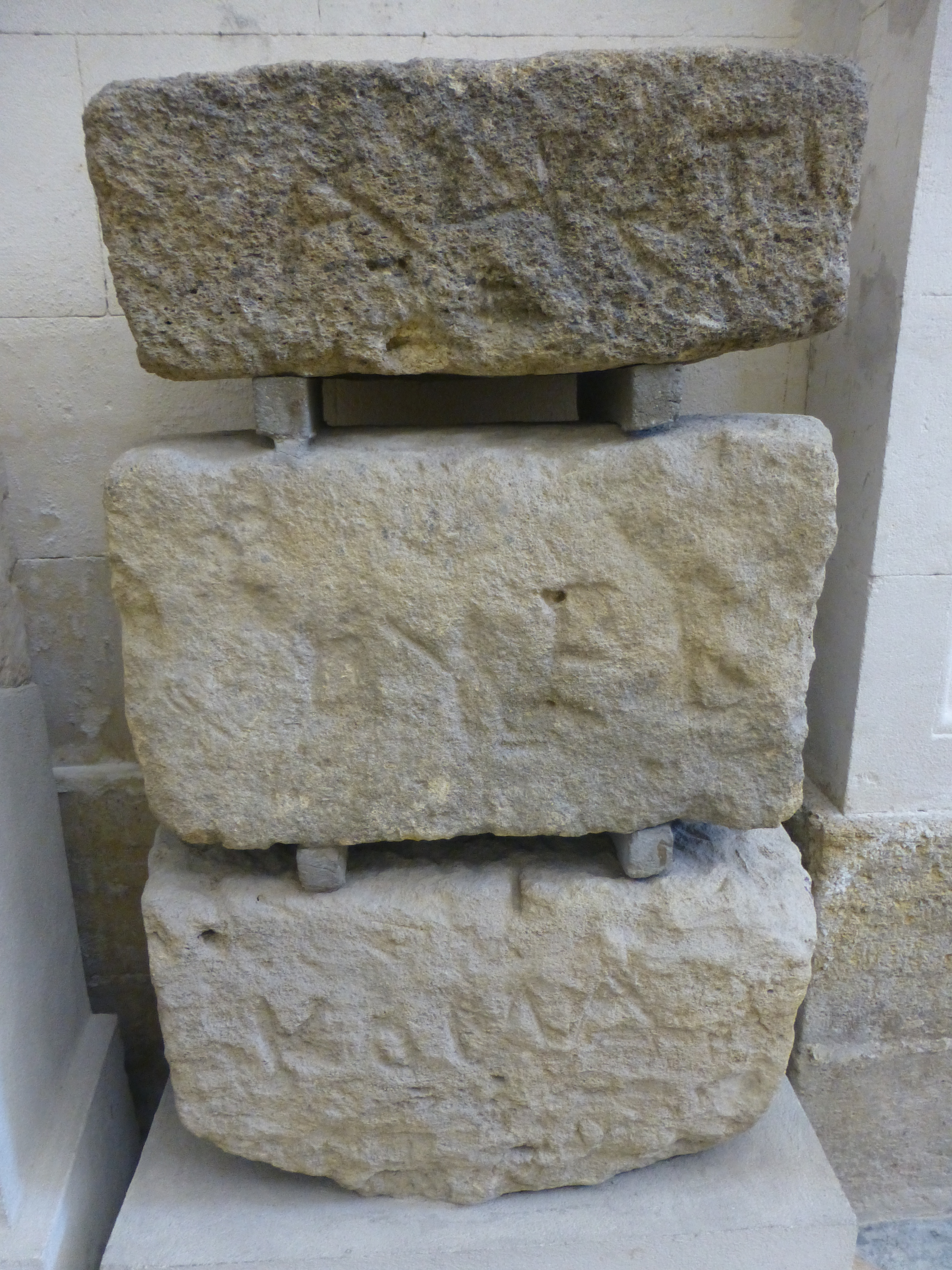
Inscriptions en grec ancien sur des stèles funéraires à l'ouest du mur d'enceinte de l'Oppidum du Castellar ; de haut en bas : ΑΔΡΕΤΙ, ΟΥΕΒ, ΚΟΜΑ.

### Vues

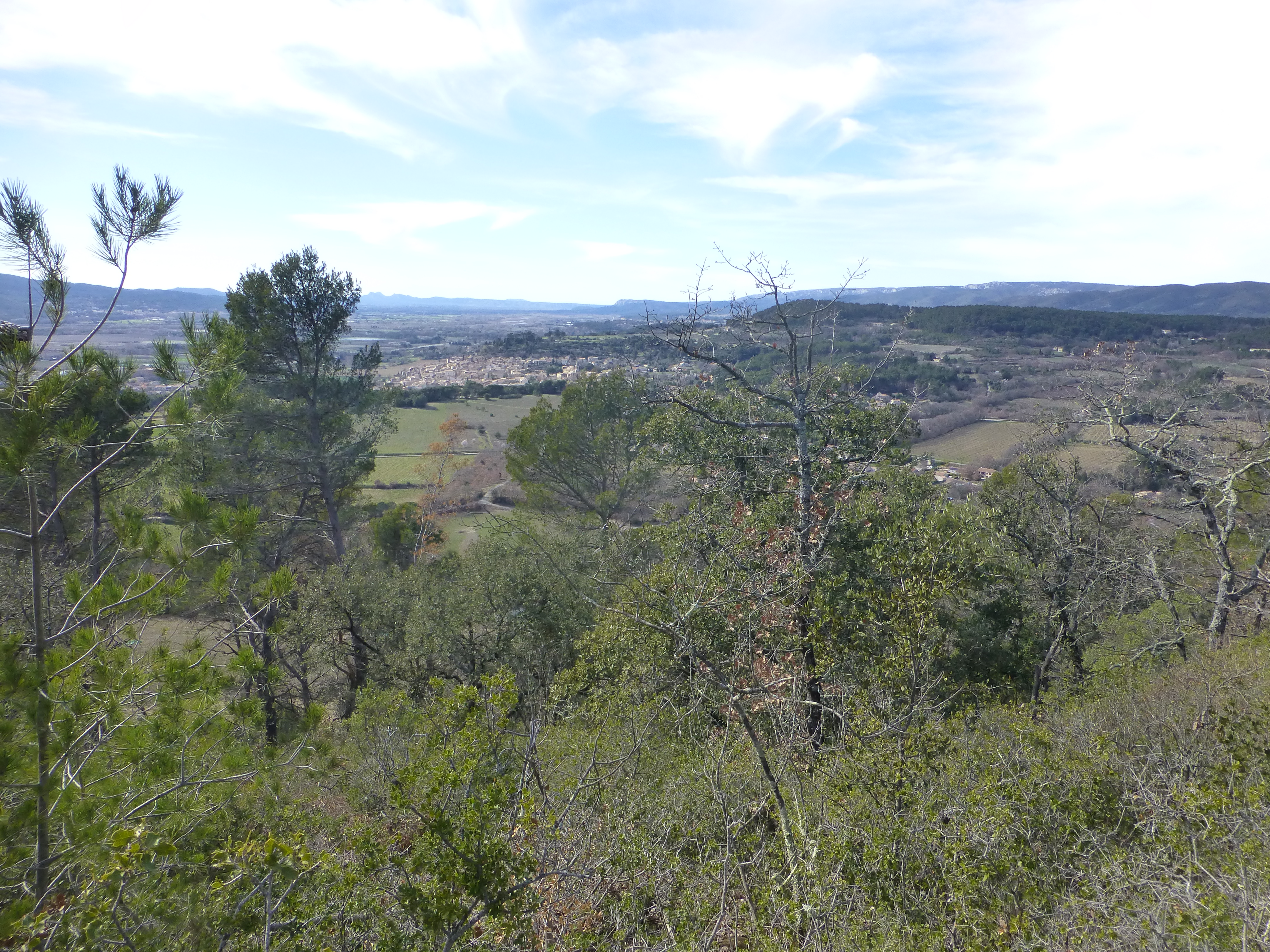
Vue de Cadenet depuis l'Oppidum du Castellar. Au fond : les Alpilles et le petit Luberon.